# 亞歷山德里夫卡區 (基洛夫格勒州)

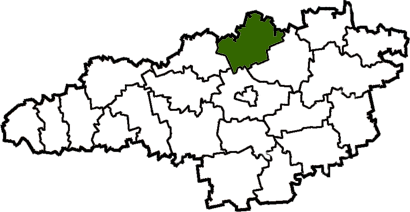
亞歷山德里夫卡區在基洛夫格勒州的位置

亞歷山德里夫卡區（烏克蘭語：Олександрівський район），曾是烏克蘭中部基洛夫格勒州的一個區，行政中心設於亞歷山德里夫卡，面積1,159平方公里，2013年人口28,616，人口密度每平方公里24.69人。
2020年7月18日作为乌克兰行政区划改革的一部分，基洛夫格勒州的区份数量减至四个。亞歷山德里夫卡區被撤销，其下辖范围合并至克罗皮夫尼茨基区。